# Baby Lock
Baby Lock je jedna z nejvýznamnějších firem zabývajících se výrobou overlocků a šicích strojů na světě. Značka Baby Lock pochází a její počátky sahají do roku 1964, kdy se skupinka manažerů a inženýrů z japonské firmy Tokyo Juki Industrial Company rozhodla vyrobit overlock pro domácí šití. Firma se zabývala výrobou průmyslových šicích strojů a její vedení návrh na výrobu strojů pro domácnost nepřijalo. Tým však věřil, že s tímto nápadem prorazí, a tak opustil mateřskou firmu a založil si vlastní, která nesla název Juki Co. LTD. Zde začaly vznikat první sériově vyráběné overlocky nesoucí název Baby Lock. První sériově vyráběný overlock na světě tak vyrobila firma Baby Lock roku 1967.
Mezi patenty firmy patří automatické navlékání nití vzduchem Jet-Air Threading a trubkové smyčkovače. Další ojedinělou funkcí je patentované automatické napínání nití – Automatic Thread Delivery System.